# Naitō Tachū
Naitō Tachū (jap. 内藤 多仲, * 12. Juni 1886 in Sakaki, Landkreis Nakakoma (heute: Minami-Alps), Präfektur Yamanashi; † 25. August 1970 in der Präfektur Tokio) war ein japanischer Architekt, Ingenieur und Universitätsprofessor an der Waseda-Universität. Er gilt als Begründer des erdbebensicheren Bauens und errichtete viele Fernsehtürme. Sein bekanntestes Bauwerk ist der Tokyo Tower.

## Biografie

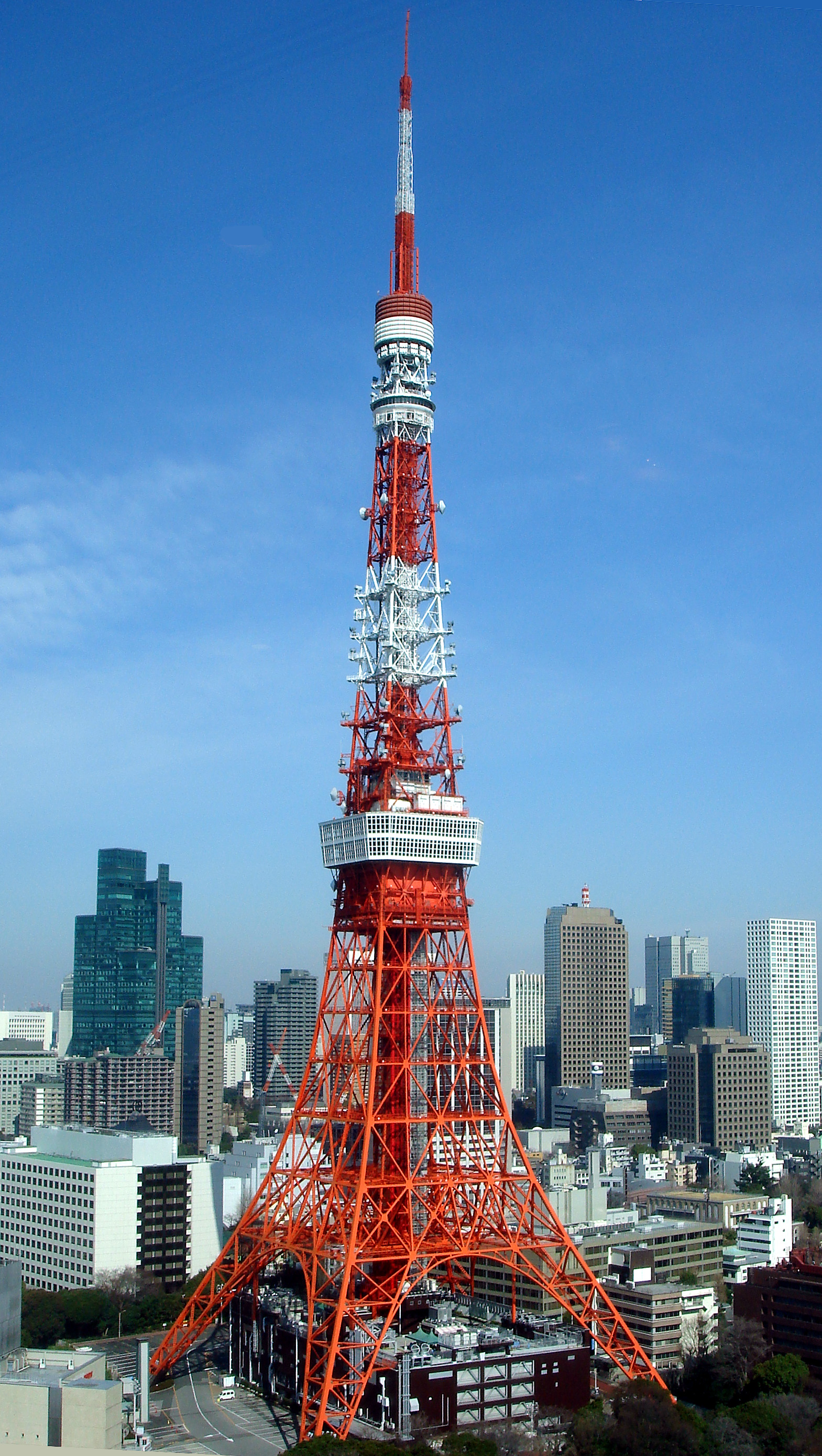
Der von Naitō Tachū entworfene Tokyo Tower

Naitō Tachū besuchte die Kofu-Mittelschule, absolvierte die weiterführende Schule und ging dann auf die Kaiserliche Universität Tokio, heute als Universität Tokyo bekannt. Nachdem er zunächst Schiffbau studiert hatte, wechselte er aufgrund der Krise im Schiffbau, die durch den Russisch-Japanischen Krieg ausgelöst wurde, zur Architektur. Er studierte unter Kino Toshikata und erhielt im Jahr 1910 seinen Abschluss. 1913 wurde der Professor an der Waseda-Universität.
Während eines Auslandsaufenthalts in den Vereinigten Staaten entwickelte Naitō 1916 seine Theorie der erdbebensicheren Wand. Die Theorie setzte er beim Bau des Hauptsitzes der Industrial Bank of Japan um. Drei Monate nach Fertigstellung überstand das Bauwerk das Große Kantō-Erdbeben 1923 und veranschaulichte so die Effektivität der Idee Naitō Tachūs. Darüber hinaus entwarf er das Theatergebäude Kabuki-za in Tokio und das Okuma Auditorium. Besondere Bekanntheit erlangte er jedoch durch seine Entwürfe von Fernsehtürmen in Japan. Im Jahr 1954 entstand der Fernsehturm Nagoya, 1956 der Fernsehturm Tsutenkaku, 1957 der Fernsehturm Sapporo und der Beppu Tower, 1958 der Tokyo Tower sowie der 1964 fertiggestellte Hafenturm Hakata.
Naitō Tachū hatte im Laufe seiner Karriere viele Positionen inne und erhielt eine Reihe von Auszeichnungen. 1938 wurde er zum Vorsitzenden der Schweißer-Akademie ernannt und 1941 wurde er Vorsitzender der Bauakademie. 1954 wurde er außerdem Mitglied des Science Council of Japan und 1960 der Japanischen Akademie der Wissenschaften. Im Jahr 1962 wurde Naitō Tachū zur Person mit besonderen kulturellen Verdiensten erklärt und 1964 verlieh man ihm den Orden der Aufgehenden Sonne zweiter Klasse. Am 25. August 1970 verstarb er im Alter von 84 Jahren morgens im National Tokyo First Hospital (heute: International Medical Center of Japan). Seine Bestattungsurne wurde im Familiengrab des Friedhofs Tamareien beigesetzt.

## Publikationen und Schriften (Auswahl)
- Building Construction After the Great Earthquake, 1924.
- Earthquake-proof Construction, 1927, Stanford University.
- Discussions on Construction of Earthquake Proof Frame Buildings, 1929
- zusammen mit Wilbur M. Wilson (Hrsg.) Henry Dievendorf Dewell: Earthquake Resisting Construction, 1930, American Society of Civil Engineers.
- Note on Earthquake Resistant Construction, 1939, Sanshusha Press.